# 475 v.Chr.
Het jaar 475 v.Chr. is een jaartal volgens de christelijke jaartelling.

## Gebeurtenissen

### Griekenland
- Kimon II verovert het eiland Skyros en brengt een aantal beenderen naar Athene waarvan men overtuigd is dat zij van Theseus zijn.

### China
- Periode van de Strijdende Staten: Het koninkrijk van de Zhou in China valt door een tijdperk van constante oorlog uiteen in verschillende autonome staten, die met elkaar strijden om de macht.

### Japan
- Keizer Kosho (475 - 392 v.Chr.) bestijgt de troon.

## Overleden
- Heraclitus (~540 v.Chr. - ~475 v.Chr.) Grieks filosoof van Efeze (65)
- Itoku (~510 v.Chr. - ~475 v.Chr.), keizer van Japan (35)
- Xenophanes (~570 v.Chr. - ~475 v.Chr.), Grieks filosoof en dichter (95)